# Saints Island
Saints Island (irisch Oileán na Naomh) ist eine Binnenhalbinsel südöstlich von Newtowncashel und westlich von Ballymahon im Ostarm des Lough Ree im äußersten Süden des County Longford in Irland. Die ehemalige Insel ist über einen schmalen, etwa einen Kilometer langen Damm mit dem Festland verbunden.
Das erste Kloster auf der Insel wurde im 6. Jahrhundert von Ciarán von Clonmacnoise errichtet, der später das Kloster in Clonmacnoise gründete. Im Jahr 1089 wurde die Insel durch den in den Annalen von Ulster erwähnten König Murkertach O’Brien und die Wikinger geplündert.

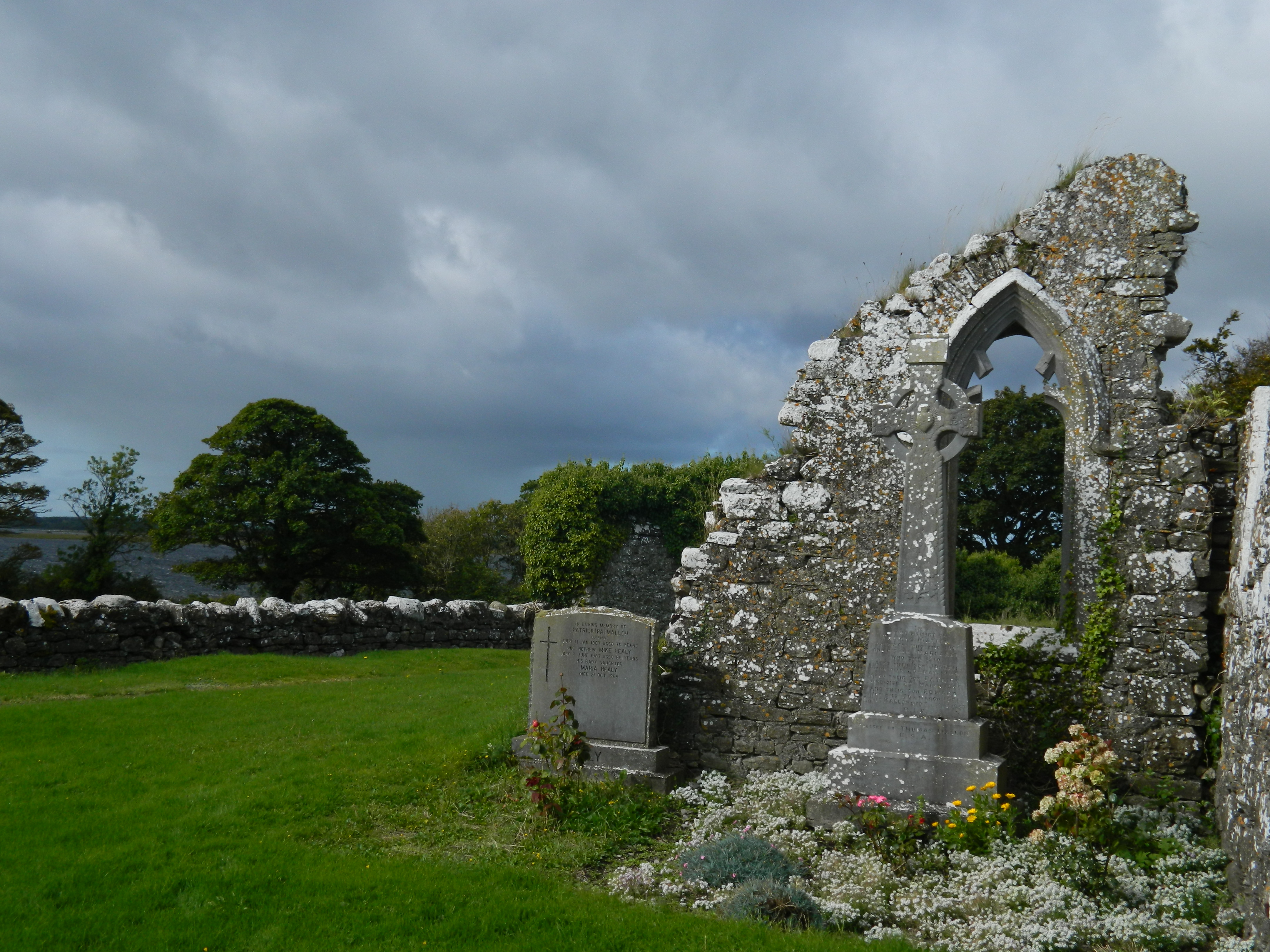
Saints Island

Das als Ruinen erhaltene Augustiner-Priorat wurde vor 1244 von Sir Henry Dillon von Drumrany (englisch Sir Henry the Elder) an der Stelle der früheren Abtei errichtet. Das Priorat steht im Nordwesten eines ovalen Friedhofs. Erhalten sind die Ruine einer Kirche aus dem 13. Jahrhundert, die im 15. Jahrhundert wieder aufgebaut wurde, ein stark zerstörter Kreuzgang und die Überreste einiger Gebäude. Im Ostgiebel der Kirche befindet sich ein dreiteiliges Fenster aus dem 15. Jahrhundert, in der Südwand eine Doppel-Piscina und ein Armarium. Im westlichen Ende der Einfassungsmauer ist ein viereckiger Turm eingebaut. Nordwestlich der Kirche befinden sich zwei Tonnengewölbe, die Teil eines ursprünglich zweistöckigen Gebäudes mit drei Kammern waren.
Das Kloster blühte während des 14. Jahrhunderts unter dem wissenschaftlichen Abt Augustin Magraidin auf. Er war der Autor einer wichtigen Manuskriptsammlung über das Leben der irischen Heiligen „Vitae Sanctorum Hiberniae“, die eine wertvolle Quelle späterer Schriftsteller war. Magaidrin stellte auch die Annalen der Abtei zusammen, die in den Annalen der vier Meister (irisch Annála Ríoghdhachta Éireann; englisch Annals of the Four Masters) als Quelle aufgeführt wurde. Magaidrin starb 1405 n. Chr. Das Kloster überlebte bis zur Zeit der Unterdrückung der Klöster unter Heinrich dem VIII. und Elisabeth I. Der verwüstete Ort lag jahrhundertelang brach.
Der Ort ist ein Refugium für Sumpfvögel. Im Frühjahr sind Brachvögel, Kiebitze und verschiedene Entenvögel in großer Zahl zu sehen.